# Otto von Baeyer

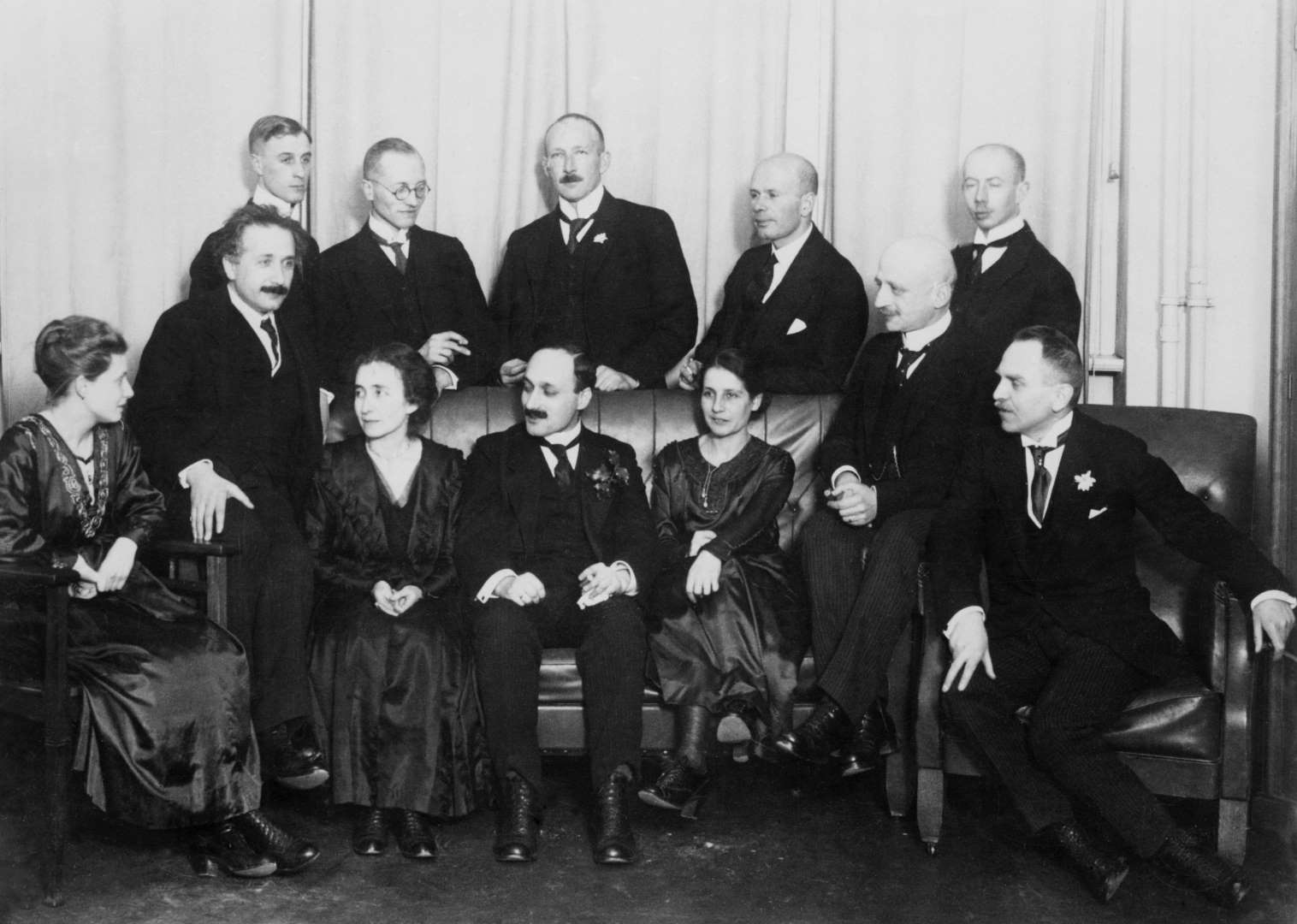
Berliner Physiker und Chemiker 1920. Stehend vlnr: Walter Grotrian, Wilhelm Westphal, Otto von Baeyer, Peter Pringsheim, Gustav Hertz. Sitzend vlnr: Hertha Sponer, Albert Einstein, Ingrid und James Franck, Lise Meitner, Fritz Haber, Otto Hahn.

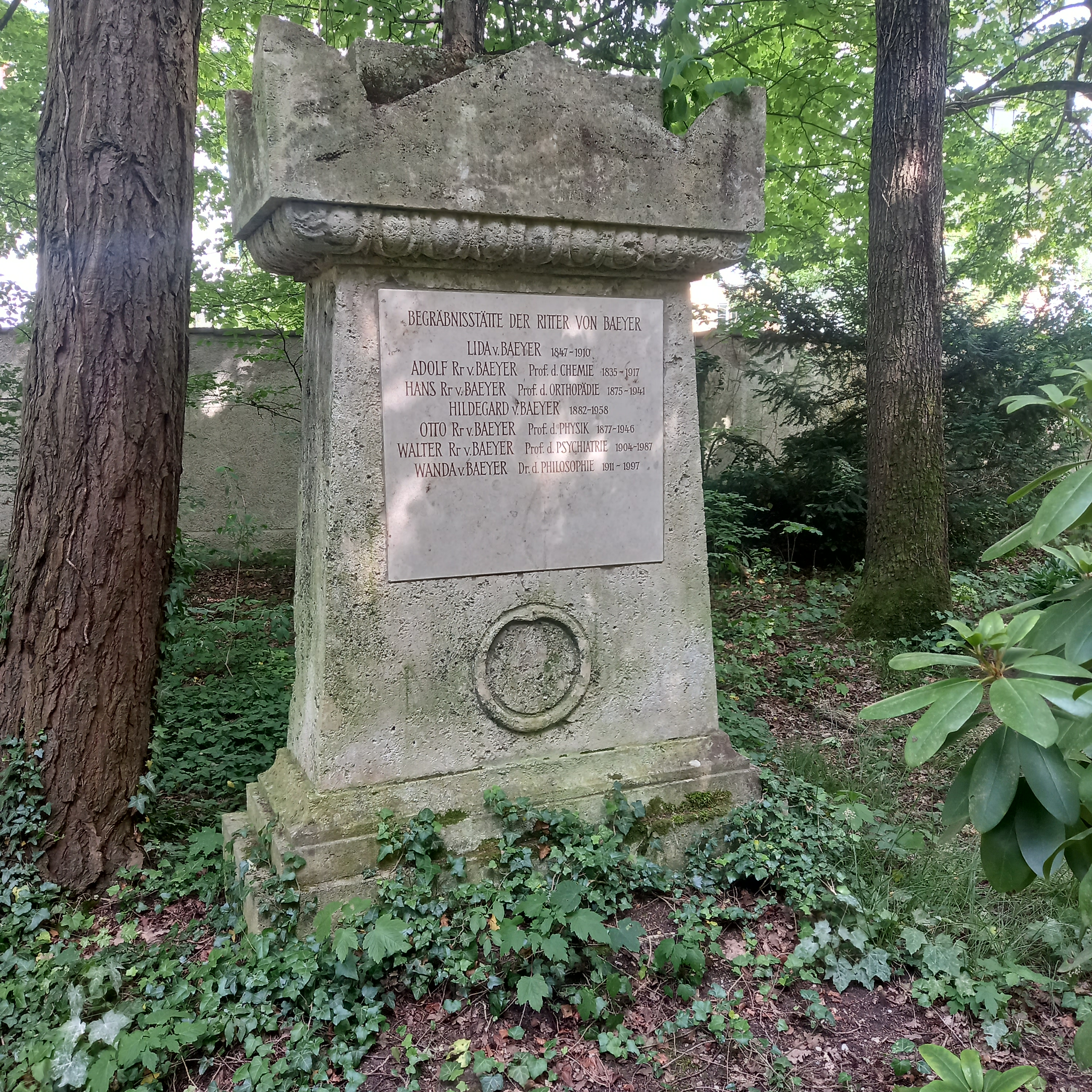
Das Grab von Otto von Baeyer im Familiengrab auf dem Waldfriedhof (München)

Otto von Baeyer [ˈbaiɐ] (* 12. September 1877 in Reichenhall; † 15. August 1946 in Tutzing) war ein deutscher Physiker.

## Leben
Otto von Baeyer war ein Sohn des Chemikers Adolf von Baeyer. 1895 legte er die Abiturprüfung am Münchner Maximiliansgymnasium ab, unter anderem mit Fritz Gablonsky und Otto Groth, und studierte anschließend Physik in München und Leipzig. 1905 wurde er mit der Arbeit „Absorption elektrischer Schwingungen von 70 cm Wellenlänge“ in Leipzig bei Otto Wiener  promoviert. Er wurde Assistent am Physikalischen Institut der Universität Berlin, wo er 1908 habilitierte. Damit wurde er Privatdozent und zwei Jahre später erhielt er Rang und Titel eines (außerordentlichen) Professors.
Nach dem Militärdienst im Ersten Weltkrieg wurde er 1921 ordentlicher Professor für Physik an der Landwirtschaftlichen Hochschule in Berlin.  Diese Stelle behielt er bis 1939. Die letzte Zeit seines Lebens verbrachte von Baeyer in der Nähe von München.
Er starb 1946 in Tutzing und wurde auf dem Münchner Waldfriedhof beerdigt.
1905 bis 1945 war Otto von Baeyer Mitglied der Deutschen Physikalischen Gesellschaft.

## Wissenschaftliche Leistungen
Über langsame Kathodenstrahlen veröffentlichte er ein Papier. Als Messgerät benutzte er eine Hochvakuum-Triode als Glühkathode-Ionisationsvakuummeter. Weil das Gitter positiv und die Anode negativ geladen waren, konnte von Baeyer nicht feststellen, dass sein Gerät ein Verstärker war.
Otto Hahn und Lise Meitner widmeten sich gemeinsam mit Otto von Baeyer der magnetischen Ablenkung der β-Strahlen. Es gelang ihnen zum ersten Mal, Betastrahl-Spektren von einer Reihe radioaktiver Strahler zu erhalten.

## Veröffentlichungen
- Otto von Baeyer: Über langsame Kathodenstrahlen, Verhandl. Deut. Phys. Ges. 1908, 5:96-114 und Phys. Zeit., 10,169 (1909)
- Otto von Baeyer, Otto Hahn, Lise Meitner: Über die Beta-Strahlen des aktiven Niederschlags des Thorium, Phys. Z. 12 (1911), S. 273